# Marilyn McCord Adams
Marilyn McCord Adams (1943-2017) fue una filósofa estadounidense que trabajó principalmente en las áreas de la filosofía religiosa, teología filosófica y la filosofía medieval.

## Familia
Adams era hija del matrimonio formado por William Clark McCord y Wilmah Brown McCord. En 1966, contrajo matrimonio con el filósofo Robert Merrihew Adams.

## Carrera
El 1 de julio del 2009, Adams fue designada Profesora Distinguida de Investigaciones de Filosofía en la University of North Carolina at Chapel Hill. Anteriormente había sido la "Regius Professor of Divinity" en la Universidad de Oxford, la Horace Tracy Pitkin Profesora de Teología Histórica en la Universidad de Yale, y profesora de Filosofía en la UCLA.
En 1987 Adams fue ordenada sacerdotisa en la Iglesia episcopal en los Estados Unidos de América y por un tiempo fue canónica de la Catedral de Oxford.

## Obras y escritos
El trabajo de Adams en el ámbito de la filosofía se enfocó en la filosofía de la religión, especialmente el problema del mal, teología filosófica, metafísica y filosofía medieval. Sus trabajos sobre el problema del mal se concentran en gran medida en lo que ella denomina "demonios horrendos". Abogó por el cristianismo universalista, y creía que finalmente todos recibirán la salvación y el perdón en Cristo:
"Las doctrinas tradicionales del infierno se equivocan al suponer que Dios no obtiene lo que desea, lo que él desea de cada ser humano ("Dios desea que todos los seres humanos se salven" según el deseo antecedente de Dios) o que de manera deliberada Dios crea algunos para que se condenen. No me malentiendan, muchos seres humanos han llevado una vida ante-mortem que los convierte en personas anti-sociales. Casi nadie de nosotros muere teniendo todas las virtudes necesarias para entrar al Cielo. Las doctrinas tradicionales del infierno suponen que Dios no posee el deseo o la paciencia o los recursos para civilizar a cada uno de nosotros, para conducir a cada uno de nosotros al hogar de Dios. Ellos llegan a la conclusión que a Dios solo le queda el recurso de los sistemas penales humanos- o sea, liquidación o cuarentena!"
Adams sostuvo además la legitimidad de las relaciones homosexuales y heterosexuales, en el ámbito de la teoría ética cristiana.

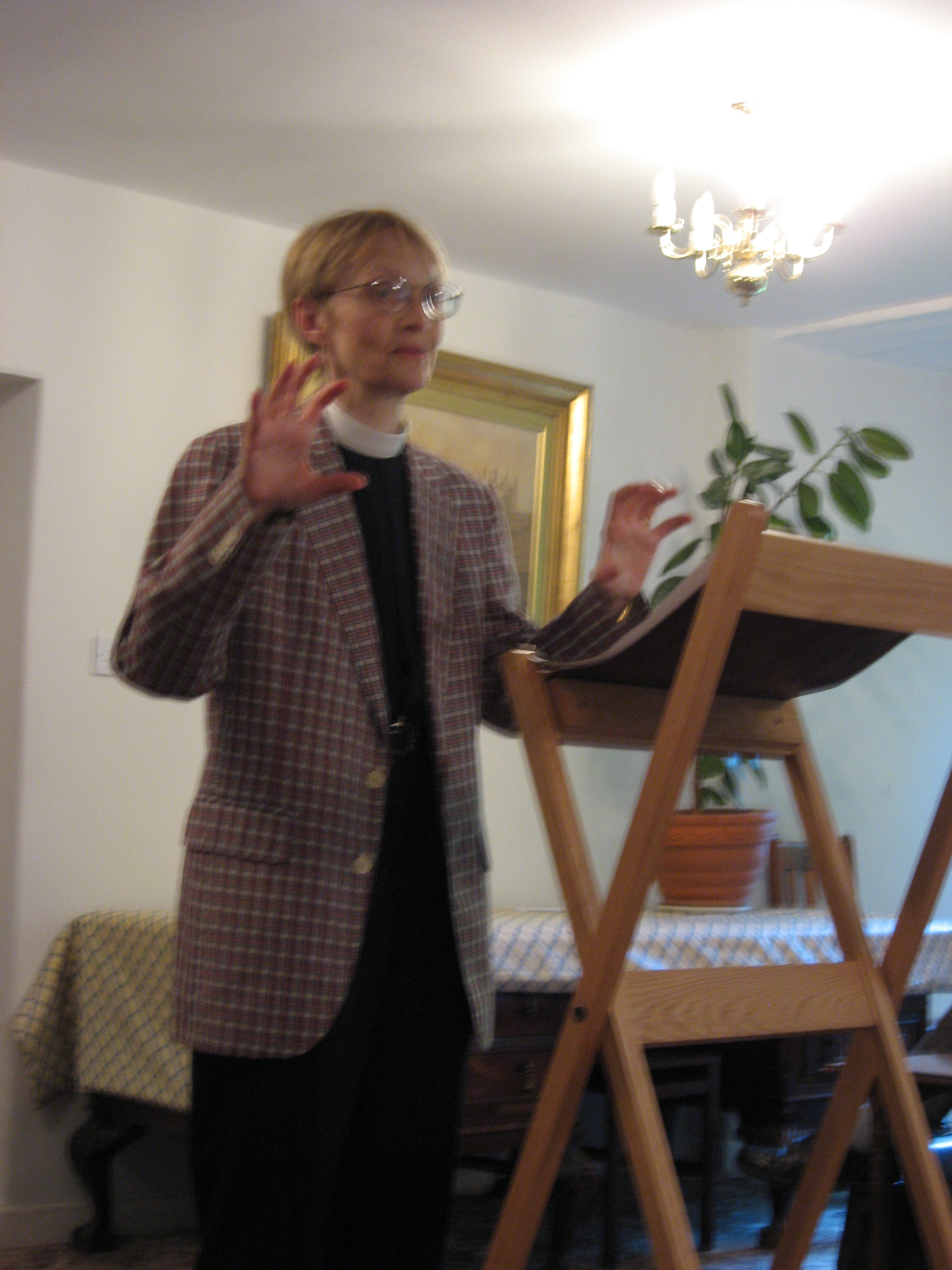
Marilyn McCord Adams, dando una conferencia en el 2007.